# Oligoksiloglukan redukujuća celobiohidrolaza
Oligoksiloglukan redukujuća celobiohidrolaza (EC 3.2.1.150) je enzim sa sistematskim imenom celobiohidrolaza redukujućeg kraja oligoksiloglukana. Ovaj enzim katalizuje sledeću hemijsku reakciju
hidroliza celobioze iz redukujućeg kraja ksiloglukana koji sadrži (1->4)-beta-vezani glukan sa alfa-D-ksilozilnim grupama O-6 glukoznih ostataka. Da bi bio supstrat, prvi ostatak mora da bude nesupstituisan, drugi ostatak može da nosi ksilozilnu grupu, bilo da je dalje glikozilisana ili ne, i treći ostatak, koji postaje novi kraj dejstvom enzima, je preferentno ksilozilisan, ali taj ksilozni ostatak ne može  da bude dalje supstituisan.
Ovaj enzim je izdvojen iz gljive Geotrichum sp. M128. Supstrat je hemiceluloza prisutan u biljnim ćelijskim zidovima.

## Literatura
- Nicholas C. Price; Lewis Stevens (1999). Fundamentals of Enzymology: The Cell and Molecular Biology of Catalytic Proteins (Third изд.). USA: Oxford University Press. ISBN 019850229X.
- Eric J. Toone (2006). Advances in Enzymology and Related Areas of Molecular Biology, Protein Evolution (Volume 75 изд.). Wiley-Interscience. ISBN 0471205036.
- Branden C; Tooze J. Introduction to Protein Structure. New York, NY: Garland Publishing. ISBN 0-8153-2305-0.
- Irwin H. Segel. Enzyme Kinetics: Behavior and Analysis of Rapid Equilibrium and Steady-State Enzyme Systems (Book 44 изд.). Wiley Classics Library. ISBN 0471303097.

## Spoljašnje veze
- Oligoxyloglucan+reducing-end-specific+cellobiohydrolase на 